# Myrothamnus
Myrothamnus ist die einzige Pflanzengattung der Familie der Myrothamnaceae in der kleinen Ordnung der Gunnerales. Von den nur zwei Arten hat eine Art nur Areale in Afrika und die andere Art ist ein Endemit Madagaskars.

## Beschreibung und Ökologie

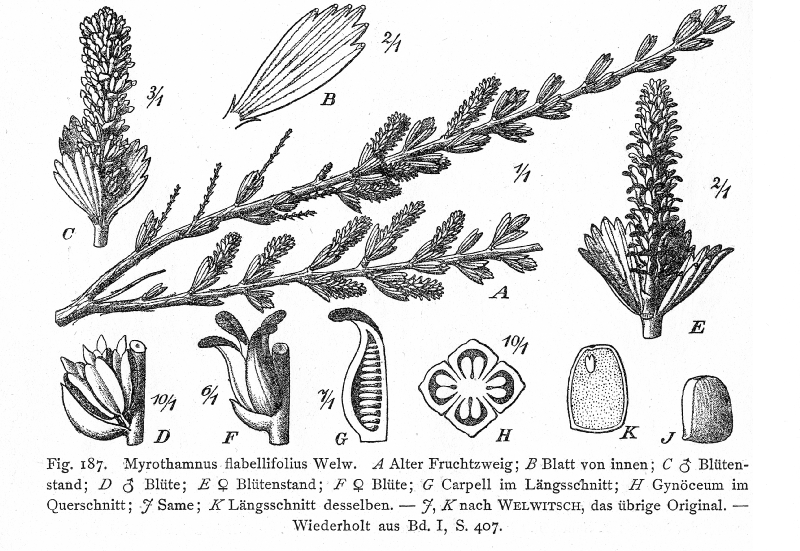
Illustration von Myrothamnus flabellifolius

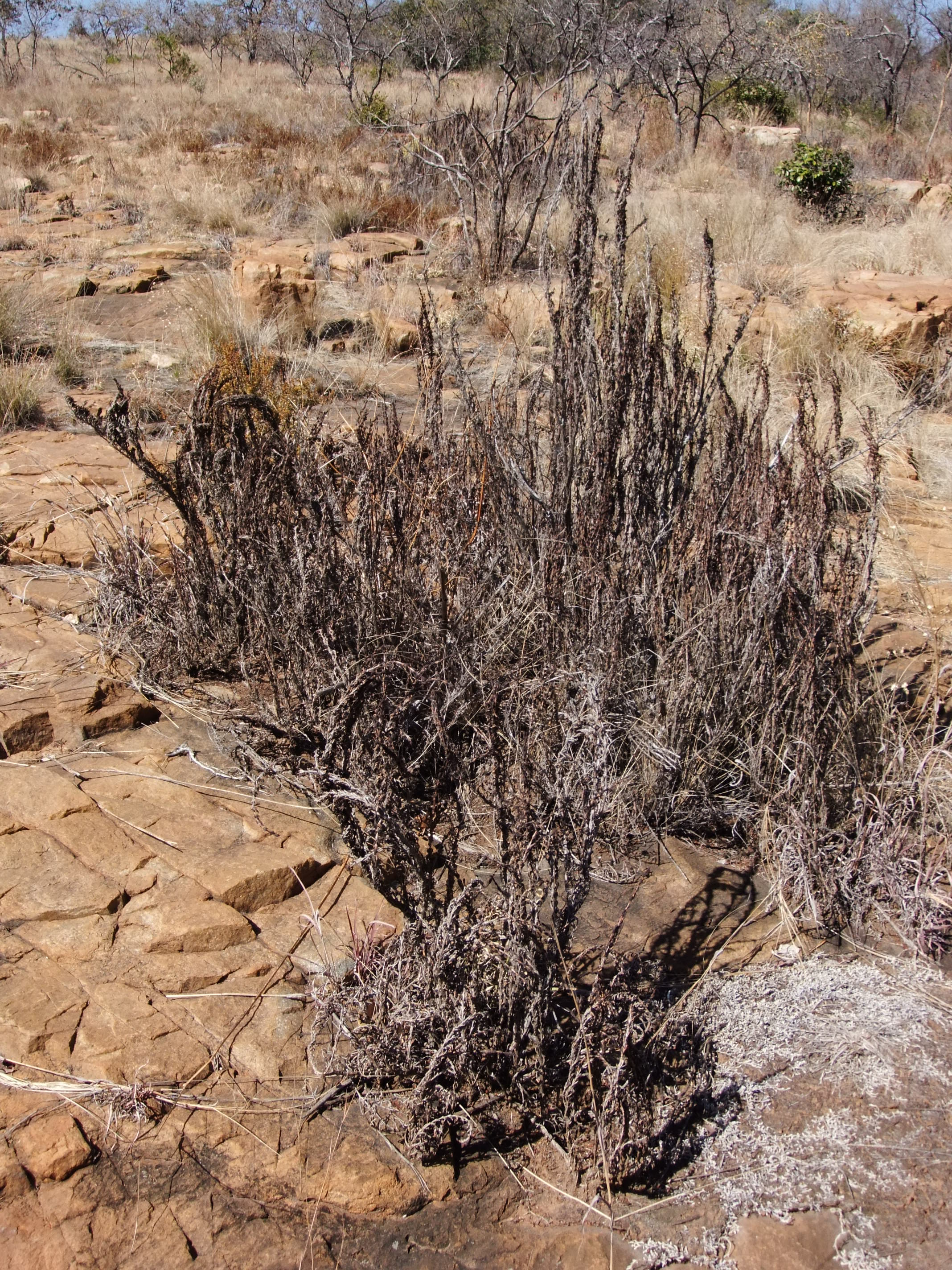
Myrothamnus flabellifolius im trockenen Zustand im Mountain Sanctuary Park in Südafrika

### Vegetative Merkmale
Myrothamnus-Arten sind kleine, xerophytische Sträucher. Sie enthalten Harze. Sie gehören zu den poikilohydren Pflanzen (wechselfeuchte Pflanzen, so genannte „Auferstehungspflanzen“), sie sehen in der Trockenheit wie vertrocknet aus, sobald es feucht wird, ergrünen sie. Die gegenständig angeordneten Laubblätter sind klein, einfach und duften aromatisch. Die Blattränder sind etwas gezähnt. Nebenblätter sind vorhanden.

### Generative Merkmale
Myrothamnus-Arten sind zweihäusig getrenntgeschlechtig (diözisch). Es werden ährige oder kätzchenartige Blütenstände gebildet mit Tragblättern.
Die eingeschlechtigen Blüten sind radiärsymmetrisch bis leicht zygomorph und – wie häufig bei windbestäubten Pflanzen – stark reduziert. Blütenhüllblätter fehlen. Je männlicher Blüte gibt es vier oder drei bis acht freie, fertile Staubblätter. Bei den weiblichen Blüten sind drei bis vier oberständige Fruchtblätter nur an ihrer Basis verwachsen. Es gibt gleich viele freie, kurze gekrümmte Griffel wie Fruchtblätter. Die Bestäubung erfolgt durch den Wind (Anemophilie).
Es stehen gleich viele Balgfrüchte wie Fruchtblätter zusammen. Die kleinen Samen sind ölhaltig.

## Systematik
Die Familie Myrothamnaceae wurde 1891 durch Franz Josef Niedenzu in Heinrich Gustav Adolf Engler und Karl Anton Eugen Prantl: Naturlichen Pflanzenfamilien, 3, 2a, S. 103 aufgestellt. Die Familie Myrothamnaceae wurde früher in die Ordnung Hamamelidales eingegliedert. Die Familie Myrothamnaceae gehört bei AGP IV zur Ordnung Gunnerales.
In der Familie der Myrothamnaceae gibt es nur die eine Gattung Myrothamnus Welw. mit nur zwei Arten:
- Myrothamnus flabellifolius Welw.
- Myrothamnus moschatus (Baill.) Baill.: Sie ist ein Endemit auf Madagaskar.